# دهستان میربگ جنوبی
میربگ جنوبی، دهستانی است از توابع بخش میربگ در استان لرستان ایران.

## جمعیت
براساس سرشماری سال ۱۳۸۵ جمعیت آن ۶۶۳۶ نفر (۱۴۲۶ خانوار) بوده‌است.